# Sally Ann Howes
Sally Ann Howes (St John's Wood, Londres, 20 de julio de 1930 - Palm Beach Gardens, Florida, 19 de diciembre de 2021) fue una actriz y cantante inglesa. Nacida en Londres, obtuvo la ciudadanía estadounidense. Su carrera en televisión, teatro y cine, se extendió durante más de seis décadas. Es recordada sobre todo por haber interpretado el personaje de Estrella Scrumptious en la película Chitty Chitty Bang Bang (1968).

## Biografía

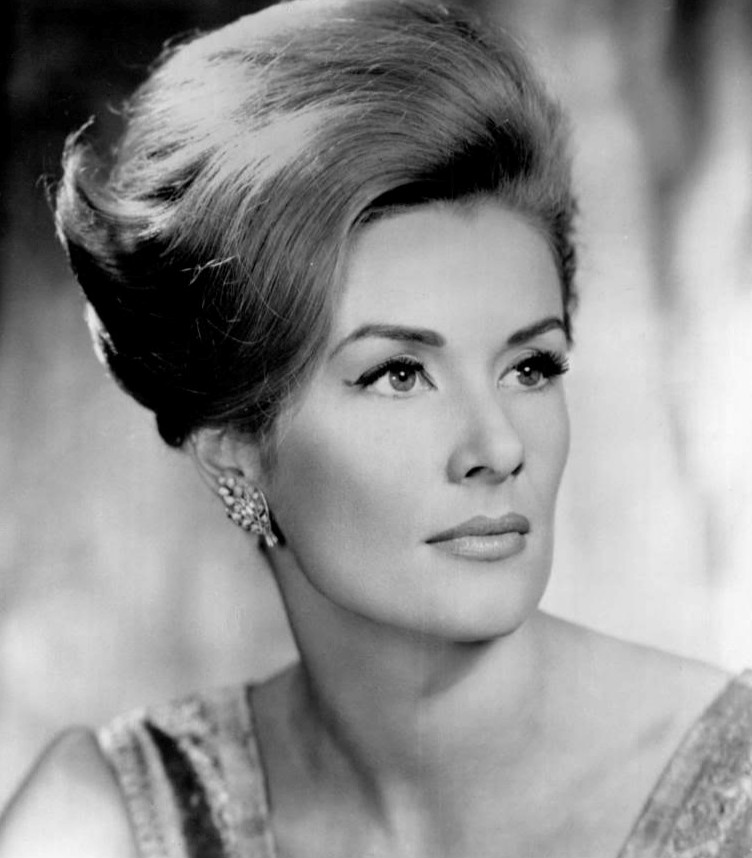
Sally Ann Howes en 1965

### Infancia e inicio de la carrera
Nació en St John's Wood (Londres) en una familia de tradición teatral, se trasladó durante toda la Segunda Guerra Mundial a la casa de campo de sus padres en Essendon (Hertfordshire). Tuvo una infancia tranquila pero animada, en compañía de su niñera, rodeada por una multitud de animales domésticos. Creció en un ambiente familiar, conviviendo con profesionales del teatro y del arte, como sus vecinos el actor y escritor Jack Hulbert y su esposa, la actriz Cicely Courtneidge.
Dio sus primeros pasos sobre el escenario en algunas funciones escolares, pero pronto un agente teatral amigo de la familia la propuso para el papel principal en la película Thursday's Child (1943). Los productores de la película, que habían entrevistado sin éxito a más de doscientas candidatas, pidieron algunas fotos de  Howes a su padre, y finalmente le confiaron el papel.
La película, escrita por el comediógrafo y escenógrafo Rodney Ackland, que también vivía cerca de la casa de la familia Howes, lanzó la carrera de la joven actriz.
Una segunda película, The Halfway House (1944), le permitió firmar un contrato con Michael Balcon de los Ealing Studios, y pudo proseguir su carrera con otros papeles como actriz infantil. Intervino en numerosas películas, como Pesadillas nocturnas (1945), con Michael Redgrave; Pink String and Sealing Wax (1945); Los misterios de Londres (1947); My Sister and I (1948), y Anna Karenina (1948), junto a Vivien Leigh.
Al cumplir los 18 años, recibió la oferta del productor J. Arthur Rank para firmar un contrato de siete años, que le permitió seguir actuando en numerosas  películas: Stop Press Girl (1949); The History of Mr. Polly (1949), en la que aparecía con John Mills; Fools Rush In (1949); y Dos esposas son demasiadas (1950), esta última dirigida por Mario Camerini.

### Chitty Chitty Bang Bang
En 1968, Howes coprotagonizó su película más famosa, la infantil Chitty Chitty Bang Bang, protagonizada por Truly Scrumptious, la hermosa aristocrática hija de un magnate de la repostería. Por este papel principal, se le pagó £ 44,939 libras esterlinas ($ 1,133,323 dólares en términos de 2021), mientras que la tarifa de su coprotagonista masculino el estadounidense Dick Van Dyke fue de £ 615,425 libras esterlinas ($ 15,520,489 dólares en términos de 2021). [10] En ese momento, Van Dyke fue un gran atractivo de taquilla, habiendo protagonizado Mary Poppins (1964), la famosa película de Walt Disney. 

### Teatro musical en el West End y en Broadway
Siguiendo la recomendación de un maestro de canto amigo, comenzó a tomar lecciones, con el objetivo de hacer emerger su talento natural y de rebajar el tono demasiado agudo de su voz. Mientras era todavía una adolescente, hizo su primera aparición sobre el escenario en una comedia musical titulada Fancy Free. En 1950 apareció en una versión televisiva producida por la BBC de Cinderella.
Ese mismo año aceptó su primer papel profesional en el musical de Sandy Wilson, Caprice, cancelando su contrato con Rank, que no le había permitido interpretar papeles de su interés. 
Se convirtió en una celebridad popular en Inglaterra, incluso apareciendo como un personaje de tira cómica, siendo representada como una joven profesora en el salvaje oeste de Estados Unidos, en una época en la que los programas de televisión del oeste eran muy populares. Apareció en la portada de muchas publicaciones, como la revista "Life" (3 de marzo de 1958), cuando estaba en los Estados Unidos para hacerse cargo del papel de Julie Andrews en "My Fair Lady" en Broadway.
A finales de 1957, se le ofreció (por tercera vez) el papel de Andrews para unirse al elenco de la producción de Londres. Howes había rechazado esta propuesta dos veces antes. La primera oferta fue unirse a la compañía para una gira en Estados Unidos del musical, y la segunda vez que rechazó el papel se debió a su compromiso cinematográfico con Admirable Crichton (1957). Sin embargo, ante la insistencia de Lerner y Loewe, aceptó en esta tercera ocasión firmar un contrato de un año de duración, con un salario más alto que Julie Andrews. Cosechó un éxito instantáneo en el papel de una ardiente Eliza Doolittle.
En enero de 1958, Howes se casó con el compositor ganador de un Tony Richard Adler (con producciones como The Pajama Game o Damn Yankees). El siguiente mes de diciembre, apareció en televisión en la adaptación musical de Adler (que fue escrita para ella) del cuento de O. Henry, "The Gift of the Magi". Adler y Bob Merrill colaboraron en una versión musical de la obra de W. Somerset Maugham Of Human Bondage, en la que interpretó el papel de Mildred.
Intervino en muchos espectáculos televisivos, incluidos los de Perry Como, Dinah Shore y Jack Paar en 1962,  The Tonight Show , además de aparecer en The Bell Telephone Hour, The Kraft Music Hall y The United States Steel Hour. Apareció en The Ed Sullivan Show en cuatro ocasiones.
Cuando finalizó su contrato de un año en "My Fair Lady", regresó a Gran Bretaña para grabar seis programas de variedades de 1 hora, titulado "The Sally Ann Howes Show" para la cadena de televisión comercial británica. También se le pidió que cantara para tres presidentes de los Estados Unidos (Dwight D. Eisenhower, John F. Kennedy y Lyndon B. Johnson). Se convirtió en una invitada frecuente en programas de juegos y era conocida por sus respuestas rápidas y espontáneas.
Regresó a Broadway en 1961 a interpretar Kwamina , otro musical de Adler que fue escrito para ella. El musical, que protagonizó con Terry Carter, estaba centrado en una historia de amor interracial, y fue demasiado controvertido en un momento en que se vivían fuertes tensiones por la reivindicación de los derechos civiles y políticos. El espectáculo no ha vuelto a representarse en el Circuito de Broadway desde entonces. Casualmente, su padre también estaba en Broadway ese año con un breve resurgimiento de Finian's Rainbow.
En 1962, protagonizó una breve reaparición en el musical Brigadoon representado en la New York City Opera y recibió una nominación al Tony, siendo la primera artista nominado por una actuación en un reestreno. Interpretó este papel en una presentación privada organizada en la Casa Blanca por invitación expresa del Presidente y de Jacqueline Kennedy. En 1964, actuó en Broadway junto a Robert Alda y Steve Lawrence, en la función "What Makes Sammy Run?", que cumplió más de 500 representaciones.
Regresó a un territorio familiar en la televisión en 1966, con "Brigadoon", junto a Robert Goulet, Peter Falk y algunos de sus actores de Broadway. Esta producción ganó seis Premios Emmy.
En 1990 interpretó el papel principal en el musical de Stephen Sondheim A Little Night Music.

### Vida personal
Se casó con Richard Adler en 1958 y adoptó a sus hijos Andrew y Christopher tras la muerte de su madre en 1964. Se divorciaron en 1966.
Se volvió a casar con Douglas Rae en 1972, con el que estuvo hasta la muerte de él en septiembre de 2021. Ella murió el 19 de diciembre de 2021, a la edad de 91 años.

## Filmografía parcial
- Thursday's Child, dirigida por Rodney Ackland (1943)
- The Halfway House, dirigida por Basil Dearden, Alberto Cavalcanti (1944)
- Incube nocturnos (Dead of Night), dirigida por Alberto Cavalcanti, Charles Crichton, Basil Dearden, Robert Hamer (1945)
- Pink String and Sealing Wax, dirigida por Robert Hamer (1945)
- Los misterios de Londres (The Life and Adventures of Nicholas Nickleby), dirigida por Alberto Cavalcanti (1947)
- Anna Karenina, dirigida por Julien Duvivier (1948)
- My Sister and I, dirigida por Harold Huth (1948)
- The History of Mr. Polly, dirigida por Anthony Pelissier (1949)
- Fools Rush En, dirigida por John Paddy Carstairs (1949)
- Stop Press Girl, dirigida por Michael Barry (1949)
- Dos esposas son demasiadas, dirigida por Mario Camerini (1950)
- La incomparable Crichton (The Admirable Crichton), dirigida por Lewis Gilbert (1957)
- Citty Citty Bang Bang (Chitty Chitty Bang Bang), dirigida por Ken Hughes (1968)
- El barco fantasma (Death Ship), dirigida por Alvin Rakoff (1980)